# Leagănul civilizației
Leagănul civilizației este oricare dintre zonele posibile pentru apariția civilizației. Se referă de obicei la Orientul Apropiat din calcolitic (perioada Ubaid, cultura Naqada), mai ales în Cornul Abundenței (Levantul, Mesopotamia și Egiptul Antic) și platoul persan, pe lângă alte culturi asiatice situate de-a lungul văilor râurilor mari, cum ar fi Indus și Râul Galben.
Civilizația presupune de obicei prezența agriculturii și așezărilor urbane, fiind astfel o consecință a revoluției neolitice.
Acestea atestă faptul că nu a existat un singur leagăn, ci câteva dezvoltări independente ale civilizațiilor, dintre care cea apropiată de Neoliticului Estic ar fi prima. Importanța conform căreia a existat o puternică influența reciprocă între civilizațiile timpurii în Cornul abundenței (include Mesopotamia și Levant) și Asia de Est, este controversată, în timp ce civilizațiile din Anzi și Mesoamerica sunt acceptate ca fiind independent apărute de cele din Eurasia. Dacă scrisul este luat ca premisă a civilizației, atunci cel mai tânăr leagăn este în Dinastia Timpurie din Egipt și Sumer( jemdet Nasr).

## Istoria conceptului
Conceptul de „leagăn al civilizației” este subiectul multor dezbateri și opinii variate.
Figurativ, folosirea leagănului în sensul de  locul sau regiunea în care totul este hrănit, educat, construit în etapa sa primară, este atribuit de către OED lui Spencer (1590). Rollin's Ancient History (1734) descrie Egiptul, primul care a slujit la început ca leagăn al poporului sfânt.
Fraza leagănul civilizației joacă un rol cert în misticismul național și a fost preluat, de exemplu în Naționalismul Hindus (In search of the cradle of civilization, 1995), Naționalismul Taiwanez (Taiwan-The cradle of civilization (2002), dar și în pseudo-istoria ezoterică, cum ar fi Urantia Book, care revendică titlul de al doilea Eden, sau pseudoarheologia ce inconjură Megaliticul Britanic (Civilization One, 2004), Ancient Britain-The cradle of civilazation (1921).
Enciclopedia Columbiana, în articolul său intitulat civilizatia, descrie civilizatii timpurii dezvoltandu-se in urmatoarele parti ale lumii: Mesopotamia, Egipt, China, India, Anzii centrali și Mezoamerica.".
Encarta, în articolul său despre dezvoltarea civilizațiilor statelor timpurii: unele dintre aceste civilizații sunt ale Anzilor, cu origini prin anii 800 Î.C.; Mexicului (prin sec 3 Î.C.); Orientul Îndepărtat, originari din China prin 2200 Î.C. și răspândiți până înJaponia prin anii 600 D.C.; Indienii (pe la 1500 Î.C.); Egiptenii (pe la 3000 Î.C.); Sumerienii (aprox. 4000 Î.C.); urmați de Babilonieni (1700 Î.C.);Semiți (pe la 1500 Î.C.); Greco-romanii (aprox. 1100 Î.C.).....
În SUA și Canada, AP World History arată cele 5 civilizații timpurii, ca fondatoare ale culturii umane: ""Mesopotamia,Egipt,India,Shang(sau valea Râului Galben),Mezoamerica și Anzii sud-americani.

## Nașterea civilizației
Primele semne de sedentarizare pot fi observate în regiunea Mediteraneană pe la 12000 î.Hr., când Cultura Natufi a devenit sedentară și a evoluat într-o societate bazată pe agricultură până în anii 10000 î.Hr.. Importanța apei pentru a asigura recolte abundente și a resurselor de mâncare stabile, datorată condițiilor favorabile de vânătoare, pescuit și recoltarea resurselor, inclusiv cereale, au asigurat un spectru larg economic , care a atras după sine crearea satelor permanente.
Așezările timpurii proto-urbane cu câteva mii de locuitori au apărut în Neolitic, în timp ce primele orașe ce adăposteau câteva zeci de mii au fost Memphis și Uruk, în sec.XXXI Î.C. (Historical urban community sizes).
Momentele istorice sunt marcate separat de perioada preistorică, când scripte ale trecutului încep să fie păstrate pentru generațiile viitoare"; o data cu dezvoltarea scrisului. Dacă nașterea civilizației este suprapusă cu dezvoltarea scrisului de la proto-scris,în Calcolitic, (perioada de tranziție dintre Neoliticși Epoca Bronzului, de-a lungul mileniului IV I.C)., este prima incidentă, paralel cu proto-scrisul chinez, ce a evoluat în "Oracolul scris pe os, la începutul Epocii Chineze a bronzului,în jurul anilor 1200 Î.C.; și din nou de apariția sistemului de scris Mezoamerican prin 200 Î.C.
În absența documentelor scrise, majoritatea aspectelor despre nașterea civilizațiilor timpurii sunt conținute în evaluările arheologice ce implică dezvoltarea fostelor instituții și culturi materiale. Un mod civilizat de viața este în cele din urmă corelat cu condițiile ce urmează a deriva din agricultura intensivă.
Gordon Childe a definit dezvoltarea civilizației ca un rezultat a două revoluții succesive: Revoluția Neolitica, (declanșând dezvoltarea comunităților statornice) și Revoluția Urbană care a sporit tendințele către așezări dense, grupuri specializate  ocupațional, clase sociale, exploatarea surplusului, construcții publice monumentale și scrisul. Puține din aceste regimuri, totuși, rămân nedisputate în arhive: așezări dense nu sunt atestate în Vechiul regat egiptean și sunt absente la Maiasi; lipsa scrisului la Incasicu desăvârșire și adesea monumente arhitecturale nu dau vreo indicație a vreunui așezământ sătesc.
Mai curând ca o succesiune de evenimente și precondiții, dezvoltarea civilizației ar putea fi ipotetizată ca un proces accelerat care a pornit cu agricultura incipienta și a culminat în Epoca Orientala a bronzului. .